# Ивановский, Борис Андреевич
Ивановский Борис Андреевич (1912—1943) — Герой Советского Союза, заместитель командира батальона 311-го гвардейского стрелкового полка 108-й гвардейской стрелковой дивизии 44-й армии Южного фронта, гвардии капитан.

## Биография
Родился 22 августа (4 сентября) 1912 года в городе Томск в семье рабочего. Русский. Член КПСС с 1940 года. Жил и работал в городе Наманган (Республика Узбекистан). Образование среднее.
В Красной Армии с августа 1941 года. В 1942 году окончил Ташкентское военное пехотное училище и осенью 1942 года прибыл на Сталинградский фронт. Участвовал в окружении Сталинградской фашистской группировки. В составе 51-й армии вновь образованного Южного фронта в январе — феврале 1943 года командир взвода лейтенант Ивановский освобождал многие населённые пункты Ростовской области.
В феврале 1943 года дивизия, в которой служил Ивановский, ставшая вскоре 108-й гвардейской стрелковой дивизией, вышла на реку Миус, где противник создал мощную, глубоко эшелонированную оборону. Здесь дивизию передали в состав 44-й армии Южного фронта. В марте 1943 года Ивановский был назначен командиром стрелковой роты и получил звание гвардии старшего лейтенанта.
В августе 1943 года советские войска, прорвав вражескую оборону на Северском Донце и Миусе, начали освобождение Донбасса. Ломая сопротивление врага, они решительно продвигались на запад. За 40 суток войска Южного фронта с боями прошли 300 километров и вышли на реку Молочная.
На всём этом тернистом пути бойцы 311-го гвардейского стрелкового полка всегда видели гвардии капитана Ивановского на самых трудных участках боя. Будучи уже заместителем командира батальона, Ивановский появлялся там, где требовалось личным примером воодушевить бойцов и повести их вперёд. За умелое руководство подразделением в ходе наступления Ивановский был награждён орденом Александра Невского.
На рубеже реки Молочная гитлеровцы создали прочную оборону — это был наиболее укреплённый участок «Восточного вала», прикрывавший Северную Таврию и подступы к Крыму. В конце сентября 1943 года советские войска начали Мелитопольскую операцию по прорыву обороны врага и освобождению города Мелитополя.
30 сентября 1943 года в ходе боёв противнику удалось остановить стрелковый батальон 311-го гвардейского стрелкового полка в районе населённых пунктов Ворошиловка — Попасная. Роты под сильным огнём врага залегли. Создалась критическая обстановка. Тогда гвардии капитан Ивановский добрался до передовой роты, остановившейся у хутора Червоный — ныне село Коханое Токмаковского района Запорожской области. Оценив обстановку, он поднял бойцов и ворвался в опорный пункт. За ротой пошли остальные подразделения. В жаркой схватке батальон выбил врага из Ворошиловки (ныне Покровское) и закрепился там. В обороне противника была пробита серьёзная брешь.
Гитлеровцы не могли смириться с этой потерей. Они предприняли несколько контратак, которые были отбиты батальоном. Тогда враг бросил в бой тяжёлые танки. На позицию, где находился гвардии капитан Ивановский, быстро шёл «тигр». Ивановский бросил противотанковую гранату под ходовую часть и остановил машину. Пламя охватило её. Но и сам капитан был тяжело ранен. За первым шёл другой танк. И гвардии капитан Ивановский нашёл в себе силы взять связку гранат и бросился под второй танк…
Подвиг, который совершил гвардии капитан Ивановский на глазах своих подчинённых, поднял бойцов в атаку. Батальон в тот день успешно выполнил задачу. Наступление под Мелитополем продолжалось. 23 октября 1943 года город был освобождён.
Указом Президиума Верховного Совета СССР от 1 ноября 1943 года за образцовое выполнение боевых заданий командования на фронте борьбы с немецко-фашистскими захватчиками и проявленные при этом отвагу и геройство гвардии капитану Борису Андреевичу Ивановскому было посмертно присвоено звание Героя Советского Союза.
Похоронен Герой в братской могиле в селе Покровском Токмаковского района Запорожской области.
Награждён орденами Ленина, Александра Невского.
В городе Наманган Республики Узбекистан, где Герой жил до войны, установлены бюст и мемориальная доска, в Ташкенте на территории Ташкентского общевойскового командного училища — барельеф, изображающий подвиг Героя.
Приказом Министра обороны СССР Б. А. Ивановский навечно зачислен в списки 4-й роты Ташкентского высшего общевойскового командного училища, которое он закончил в 1942 году.